# Гуннар Карлсон
Гуннар Оке Карлсон (швед. Gunnar Åke Karlson; нар. 7 квітня 1958, Карлскруна) — генерал Збройних Сил Швеції, за станом на 1 жовтня 2012 року обіймає посаду директора військової розвідки та безпеки МАСТ.

## Біографія
- У 1980–1986 рр. — Карлсон почав свою військову службу як інструктор та командир піхотного взводу у «полку Крунубергу» «I 11» (швед. Kronobergs regemente), був прийнятий пізніше у кадетський корпус, а далі — у «Військовій Академії Карлберг» Збройних Сил Швеції, почав кар'єру офіцера у 1980-х рр.[2].
- У 1987–1988 рр. — командир роти у Далекарлійському полку.
- У 1990–1991 рр. — вчитель Школи бойової піхоти (спецназ).
- У 1991-1993 рр. — в офіцерському складі штабу армії Швеції.
- У 1993–1994 рр. — заступник начальника штабу СООН, служба у першому батальйоні в Боснії «BA01» та Герцеговині «Nordbat2».
- У 1994-1995 рр. — вчитель у Військовому коледжі при штабі Збройних силах Швеції.
- У 1995-1996 рр. — заступник голови Групи сприяння ОБСЄ в Чечні Російської Федерації[3][4].
- У 1996-1998 рр. — шеф 4-ї дивізії «G2/3/5».
- У 1998-2000 рр. — заступник командира бригади Північного Смоланду.
- У 2000-2003 рр. — був заступником військового представника шведської місії в НАТО.
- У 2003-2004 рр.. — був військовим експертом державного департаменту у НАТО в Постійному представництві в Брюсселі.
- Від 2004 р. — член «Шведської королівської академії військових наук» (швед. Kungliga Krigsvetenskapsakademien)[1].
- У 2003-2006 рр. — командувач «полку Готланду» «P18» (швед. Gotlands regemente).
- У 2006-2007 рр. — начальник управління департаменту персоналу Верховного Головнокомандувача Збройних сил Швеції «HQ».
- У 2008–2009 рр. — військовий радник Міністерства закордонних справ Швеції.
- У 2009–2012 рр. — заступник директора з навчання та закупівель Збройних Сил Швеції, начальник військового навчання[5].

## Знання мов
1. Шведська мова
2. Російська мова
3. Англійська мова
4. Французька мова

## Освіта
- У 2009 р. — вищі курси європейської безпеки і оборони у коледжі європейської безпеки і оборони;
- У 1988–1990 рр. — загальні курси персоналу при штабі Збройних Сил Швеції у Військовому коледжі;
- У 1986–1987 рр. — базові курси при штабі Збройних Сил Швеції у Військовому коледжі;
- У 1982–1983 рр. — школа мова (російська) Збройних Сил Швеції;
- У 1979–1980 рр. — Військова академія (Карлберг).

## Кар'єра
- У 2009 р. — генерал-майор
- У 2007 р. — бригадний генерал
- У 2000 р. — полковник
- У 1994 р. — підполковник
- У 1988–1983 рр. — капітан
- У 1980 р. — лейтенант (Крунуберзький полк)

## Нагороди
1. Медаль призовника Збройних сил Швеції
2. Медаль за міжнародну службу Збройних Сил Швеції
3. Медаль за заслуги у Готландському полку
4. Пам'ятна медаль Готландського полку
5. Пам'ятна медаль Північної Смоландської бригади
6. Пам'ятна медаль 4-го дивізіону
7. Пам'ятна медаль полку Крунубергу
8. Бронзова медаль охоронних сил Організації Об'єднаних Націй (СООН)

## Особисте життя
Одружений з Анетт Левгрен.
Хобі: літній дім, подорожі, кулінарія.

## Цікаві факти
11 грудня 2016 р. на державному телебаченні Швеції заявив, що основним джерелом кібератак і операцій з впливу в світі є Росія. Ці операції мають на меті вплинути на поведінку окремих груп або населення, що є загрозою суверенітету Швеції, демократії та демократичних процедур прийняття рішень. Такі дії можуть включати сфальсифіковану інформацію, викривлену інформацію та кібератаки, а їх мета полягає не в тому, щоб переконати, а в тому, щоб створити невизначеність у суспільстві, проти якого вони спрямовані. Коли відбувається одночасний вплив кількох видів діяльності, які спрямовані на те, щоб підірвати довіру до офіційної інформації в цілому.